# Lijst van universiteiten in Thailand
Dit is een lijst van universiteiten in Thailand.
- Assumption University - Bangkok
- Chulalongkorn-universiteit - Bangkok
- Payap Universiteit - Chiang Mai
- Thammasat-universiteit - Bangkok